# Lina Kostenko
Pour les articles homonymes, voir Kostenko.
Lina Vassylivna Kostenko (en ukrainien : Ліна Василівна Костенко), née le 19 mars 1930 à Rjychtchiv, dans l'oblast de Kiev, est une femme de lettres et poétesse ukrainienne récompensée de plusieurs prix littéraires ukrainiens, dont le Prix national Taras-Chevtchenko (1987) et le prix Antonovytch (en). En 2022, elle a été décorée de l'Ordre national de la Légion d'honneur. 
Lina Kostenko est une des principales représentantes d'un mouvement dissident de poètes ukrainiens dans les années 1960. Ce groupe commence à se manifester dans les années 1950, et atteint son apogée au début des années 1960. C'est dans les années 1950 que Lina Kostenko publie ses premiers poèmes, principalement dans la presse écrite.

## Biographie et œuvres
Lina Kostenko nait le 19 mars 1930, à Rjychtchiv, dans la région de Kiev, dans une famille de professeurs. En 1936, sa famille déménage à Kiev où Lina termine l'école secondaire. Ses parents lui inculquent des principes de la morale, des goûts esthétiques et éthiques. Son père est toujours un exemple pour elle et c'est lui qui connait 12 langues, qui lui enseigne toutes les matières à l'école au plus haut niveau. Il est arrêté comme « ennemi du peuple » et envoyé loin de sa famille pour 10 ans. La petite Lina ne peut pas accepter cette action du pouvoir et ne peut pas comprendre pourquoi on a humilié son père si intelligent et bon.
Dans les années d'après-guerre, Lina commence à fréquenter l'atelier littéraire auprès de l'Union des écrivains d'Ukraine. En 1946, Lina publie ses premiers poèmes. Elle entre à l'Institut de littérature Maxime-Gorki (aujourd'hui l'Université pédagogique M. Drahomanov) à Kiev, mais elle le quitte et commence à étudier à l'Institut de littérature M. Gorki à Moscou. Lina Kostenko obtient son diplôme en 1956, et l'année suivante, elle publie son premier recueil de poèmes, Les Rayons de la Terre. Le deuxième recueil, Les Voiles, est publié en 1958, et en 1961 sort encore un livre intitulé Le Voyage du cœur. En 1962, son nouveau recueil de poèmes L'Intégrale des étoiles est rejeté par la censure idéologique.
On interdit à Lina Kostenko de publier ses livres ce qui amène même à la disparition de son nom des journaux. La poétesse écrit alors sans rien publier de ses écrits. C'est à cette période-là que Berestetchko, Maroussia Tchouraï et les poèmes qui entrent dans les recueils Au-dessus des rives du fleuve éternel et L'Originalité sont écrits. En 1963, en collaboration avec A. Dobrovolsky, Lina Kostenko crée le scénario du film  Vérifiez vos montres. En 1989, le recueil d'Œuvres choisies est publié.
Kostenko est la première lauréate du Prix littéraire et artistique international Olena Teliga. En outre, en 1992, le président de l'Ukraine lui décerne le prix d'honneur et en mars 2000, la poétesse est décorée de l'ordre du prince Iaroslav le Sage de 5e classe.
Elle est aussi auteur des livres suivants : Lioutij, Le Puits de Tchyhyryn, Une ancienne chapelle à Lemechi, Kniaz Vassylko, Tchador de Maroussia Bohouslavka, Horyslava-Rohnida, Le Triptyque des Drevlianes et du poème dramatique Élégie sur les frères non-d'azov dans lesquels le lecteur peut trouver plein de faits historiques.
En 2010, Les Notes d'un fou ukrainien, le premier roman de Lina Kostenko, est publié. Il narre l'histoire d'un programmeur de 35 ans cherchant à surmonter les problèmes de communication dans la société moderne. En février 2011, un nouveau recueil de poèmes La Rivière d'Héraclite et aussi un autre recueil Madonna des intersections paraissent. Ils réunissent des poèmes écrits avant et des nouveaux textes. En 2012, elle reçoit aussi le titre d'« écrivain d'or de l'Ukraine ».